# 한국외교협회
한국외교협회(韓國外交協會, Korean Council on Foreign Relations)는 1971년 12월에 설립되어, 전·현직 외교관들로 구성된 사단법인이다. 회원간의 친목 도모 증진과 아울러 전직 외교관들의 경험과 지식을 활용하여 공공외교활동을 수행함으로써 국가 외교정책에 대한 국민 인식을 제고하고, 대한민국의 국제적 지위 향상을 비롯한 우호관계 증진에 기여하기 위하여 설립된 사단법인으로 대한민국 외교부(외무부 및 외교통상부 포함) 전현직 공무원에게만 정회원 자격을 부여한다. 서울특별시 서초구 남부순환로 294길 33에 있다.
전 주일대사를 지낸 신임회장은, 공관을 임차중인 대안학교 학생들을 임차인 보호법을 우회면서 강제퇴거시키기 위해 엘리베이터 사용을 금지, 운동장 사용금지 등 조치를 강행하여 논란이 되고 있다.

## 연혁
- 1973년 2월 1일 비영리 사단법인 한국외교협회 출범
- 1986년 11월      공익법인 지위 획득

## 주요 업무
- 외교, 국제문제에 대한 국민인식 제고
- 민간 외교활동을 통한 국가외교정책 지원
- 외국과의 우호협력 증진을 위한 정부활동 지원
- 외교정책 연구 및 개발
- 회원 상호간의 친목 도모, 다양한 활동지원 및 회원복지 증진

## 조직

### 한국외교협회장
- 기획운영위원회
- 정책위원회
- 편집위원회
  - 편집실

### 이사 (24인)

#### 사무총장

##### 총무부
- 사무국
- 기숙사

## 같이 보기
- 한국국제교류재단
- 한국국제협력단
- 국제교류증진협회
- 외교안보연구소